# RVH (企業)
株式会社RVH（RVH Inc.）は、東京都港区に本社を置く持株会社である。医療用3DグラフィックスLSIの製造会社として創業。

## 沿革
- 1996年（平成8年）7月 - 株式会社リアルビジョン（現：株式会社RVH。以下、本沿革において「当社」とする。）を神奈川県横浜市港北区に設立。3次元グラフィックス向けLSIの開発並びに販売等を目的に事業を開始。以後、遊技機器向けグラフィックスLSI、航空管制向けグラフィックスボード、医療機関向けソフトウエア「FVT-air」などを自社開発し、販売を行う。
- 2000年（平成12年）12月 - 東京証券取引所マザーズ市場に上場。
- 2002年（平成14年）1月 -  株式会社リアルビジョン北九州（現：株式会社リアルビジョン）を福岡県北九州市若松区に新規設立。同社を完全子会社（連結子会社）化。
- 2012年（平成24年）11月 - 株式会社ソアーシステムを株式譲受により完全子会社（連結子会社）化。
- 2013年（平成25年）12月 -  株式会社上武を株式譲受により完全子会社（連結子会社）化。当社グループに人材派遣業、パソコンデータ消去・リサイクル事業が加わる。
- 2014年（平成26年）６月当社本店所在地、神奈川県横浜市から東京都港区に移転。
- 2014年（平成26年）8月 - 当社普通株式、東京証券取引所市場第二部に指定替。
- 2014年（平成26年）12月 -  K2D株式会社を簡易株式交換により完全子会社（連結子会社）化。当社グループにクロスボーダーのデジタルビジネスコンサルティング事業及びマーケティング・コンサルティング事業が加わる。
- 2015年（平成27年）4月 -  持株会社体制へ移行のため、当社商号の変更（現：株式会社RVH）とともに、当社のグラフィックス関連事業及びそれに付随する事業を株式会社リアルビジョン北九州（現：株式会社リアルビジョン）に譲渡。
- 2015年（平成27年）4月 - 株式会社リーガルビジョンを東京都渋谷区に新規設立し、株式会社DSCから広告代理店事業を譲受。同社を完全子会社化。
- 2015年（平成27年）6月 - 株式会社スカイリンクを簡易株式交換により完全子会社化（連結子会社化）。当社グループにゲームアプリ開発、Webサイト企画制作、クロスメディア制作等の開発事業が加わる。
- 2016年（平成28年）1月 - 株式会社ミュゼプラチナムを簡易株式交換により完全子会社（連結子会社）化。当社グループに全国展開する美容脱毛事業が加わる。[3]。
- 2017年（平成29年）2月 - 株式会社不二ビューティを株式取得及び簡易株式交換の併用により完全子会社（同社他１社を連結子会社）化。当社グループにエステティックサロン事業が加わる。
- 2018年（平成30年）２月 - 株式会社ラブリークィーンを簡易株式交換により完全子会社（連結子会社）化。当社グループにレディスファッションの企画・製造・販売に係る事業が加わる。。
- 2018年（平成30年）11月 - 広告代理店部門である株式会社リーガルビジョンの全株式を譲渡。これに伴い、同社及び同社子会社であるキャリアエージェンシー株式会社、株式会社東京ハウスパートナーを連結の範囲から除外。
- 2020年（令和2年）4月 - 株式会社ミュゼプラチナムと株式会社不二ビューティの全株式を、株式会社G.Pホールディングへ譲渡。同時に美容事業から撤退[4]。
- 2020年（令和2年）6月 - 株式会社ラブリークィーン全株式を、株式会社Jroutへ譲渡[5]。

## グループ会社
2020年6月現在
| 社名                   | 事業                           | 内容 |
| ---------------------- | ------------------------------ | --- |
| 株式会社リアルビジョン | グラフィックス事業             | 航空管制用途などの高精細液晶モニタ向けに自社開発の画像表示LSIを搭載したグラフィックスボードを開発、販売。 |
| 株式会社上武           | ビジネスソリューション事業     | IT・人・セキュリティの総合的なビジネスソリューション・サポート。                                          |
| 株式会社ソアーシステム | システム開発ソリューション事業 | アプリケーションからハードウエアまで、幅広い「システム開発サービス」を提供。                              |
| K2D株式会社            | コンサルティング事業           | 海外において普及するECサイト等のIT関連サービスや日本未上陸の海外ブランド製品等のソリューションを提案。    |
| 株式会社スカイリンク   | ゲーム開発事業                 | ゲームアプリ開発、Webサイト企画制作、クロスメディア制作等の開発企業。                                     |

## 株式会社リアルビジョン
株式会社リアルビジョン（RealVision Inc.）は、東京都港区に本社を置く高精度グラフィックボードやグラフィック用LSIなどを製造、販売する企業である。2000年代前半は積極的な海外進出を行っていたが、2009年以降は従来の事業を大幅に縮小。旧商号は株式会社リアルビジョン北九州。

### 沿革
- 2002年（平成14年）1月 - 北九州市に株式会社リアルビジョン（現：株式会社RVH）の子会社として設立。
- 2015年（平成27年）4月 - 組織再編により「株式会社リアルビジョン」（現：株式会社RVH）から全事業譲受、商号を「株式会社リアルビジョン北九州」から「株式会社リアルビジョン」に商号変更[6]。